# Arcomps
Arcomps település Franciaországban, Cher megyében. Lakosainak száma 269 fő (2022. január 1.). Arcomps Bouzais, Faverdines, Loye-sur-Arnon, Marçais, Orcenais és Saint-Georges-de-Poisieux községekkel határos.

## Népesség
A település népességének változása:
| Lakosok száma | 344  | 310  | 287  | 285  | 305  | 312  | 306  | 283  | 278  | 269  |
|               | 1968 | 1982 | 1990 | 2006 | 2013 | 2015 | 2017 | 2019 | 2020 | 2022 |